# Demetrius Jackson
Demetrius Montell Jackson Jr (ur. 7 września 1994 w South Bend) – amerykański koszykarz, występujący na pozycji rozgrywającego, obecnie zawodnik Divina Seguros Joventutu Badalona.
W 2013 wystąpił w meczu wschodzących gwiazd - Nike Hoop Summit oraz McDonald’s All-American.
15 lipca 2017 został zwolniony przez Boston Celtics. 21 sierpnia 2017 podpisał umowę z Houston Rockets na występy zarówno w NBA, jak i zespole G-League – Rio Grande Valley Vipers.
15 stycznia 2018 podpisał umowę z Philadelphia 76ers na występy zarówno w NBA oraz zespole G-League – Delaware 87ers. 6 stycznia 2019 opuścił klub Beijing Ducks. 9 stycznia został zawodnikiem Beijing Ducks.
13 sierpnia 2019 został zawodnikiem Los Angeles Lakers. 21 października opuścił klub.
9 sierpnia 2020 dołączył do litewskiego Lietuvosu Rytas Wilno.
29 stycznia 2021 zawarł umowę z hiszpańskim Divina Seguros Joventutem Badalona.

## Osiągnięcia
Stan na 17 lutego 2021, na podstawie, o ile nie zaznaczono inaczej.
NCAA
- Uczestnik rozgrywek Sweet Sixteen turnieju NCAA (2015, 2016)
- Mistrz turnieju konferencji Atlantic Coast (ACC – 2015)
- Zaliczony do II składu:
  - ACC (2016)
  - turnieju ACC (2015)